# Bansya
Bansya fou una tikhana o estat feudatari de Jodhpur, governada pel clan Udawat dels rajputs rathors. Els governants portaven el títol de thakur (noble) i la successió era per primogenitura.
La tikhana la va rebre Jodh Singh vers el 1790. El va succeir Drujan Singh i a aquest Ratan Singh que governava el 1820. Modernament el títol el va heretar Narain Singh el 1991 a la mort del seu pare Rawat Singh.